# Jolnachoj
Jolnachoj är en ort i Mexiko.   Den ligger i kommunen Larráinzar och delstaten Chiapas, i den sydöstra delen av landet, 700 km öster om huvudstaden Mexico City. Jolnachoj ligger 2 063 meter över havet och antalet invånare är 633.
Terrängen runt Jolnachoj är kuperad åt sydväst, men åt nordost är den bergig. Runt Jolnachoj är det ganska tätbefolkat, med 166 invånare per kvadratkilometer. Närmaste större samhälle är Bochil, 15,2 km nordväst om Jolnachoj. I omgivningarna runt Jolnachoj växer i huvudsak städsegrön lövskog.